# Alivia Onkofundacja
Onkofundacja Alivia – organizacja pożytku publicznego, z siedzibą w Warszawie działająca w celu pomocy osobom pełnoletnim dotkniętym chorobą nowotworową.

## Cele statutowe
Celami statutowymi Onkofundacji Alivia są:
- ochrona i promocja zdrowia w zakresie onkologii,
- wspomaganie działalności diagnostycznej, leczniczej oraz rehabilitacyjnej w obszarze onkologii,
- pomoc społeczna, w tym pomoc osobom niepełnosprawnym, których niepełnosprawność wynika z chorób onkologicznych lub skutków ubocznych ich leczenia,
- działania na rzecz poprawy dostępności oraz standardów leczenia chorób nowotworowych,
- wspieranie nauki i edukacji w zakresie onkologii,
- działalność charytatywna na rzecz chorych onkologicznie oraz ich rodzin,
- reprezentowanie interesów pacjentów onkologicznych,
- promocja oraz organizacja wolontariatu.

## Historia
Założycielem fundacji jest Bartosz Poliński, brat Agaty Polińskiej, u której w 2007 roku, w wieku 28 lat został zdiagnozowany zaawansowany nowotwór.
Fundacja powstała 21 kwietnia 2010 roku, a od 2012 roku posiada status organizacji pożytku publicznego.
W 2017 roku Onkofundacja Alivia otrzymała wyróżnienie za działalność charytatywną w konkursie Sukces Roku 2017, organizowanym przez wydawnictwo Termedia.

## Programy Fundacji Alivia
Fundacja prowadzi następujące programy:
- Moja Alivia – platforma online dla osób chorych na raka i ich bliskich. Dzięki rejestracji na stronie moja.alivia.org.pl pacjenci otrzymują darmowy dostęp do spersonalizowanych informacji o swojej chorobie (tworzonych na podstawie wypełnionej ankiety), kolejki do badań, mapy polecanych ośrodków i lekarzy, a także możliwość założenia zbiórki oraz skorzystania z dodatkowych benefitów, jak np. darmowa porada psychologa, dietetyka czy bezpłatne przejazdy taksówką, tłumaczenie dokumentacji medycznej czy porady z zakresu prawa medycznego i prawa pracy.
- Alivia Onkozbiórka – program wsparcia finansowego dla pacjentów onkologicznych. Fundacja finansuje leki i terapie nierefundowane przez NFZ, prywatne badania, diagnostykę, rehabilitację oraz transport do ośrodków leczenia.
- Onkosprawy – program interwencyjno-doradczy dla pacjentów onkologicznych i ich rodzin. Poprzez kontakt telefoniczny lub mailowy Fundacja pomaga w rozwiązywaniu problemów prawnych, organizacyjnych i formalnych.
- Baza wiedzy o raku – publikacja na stronie internetowej informacji o najnowszych lekach i terapiach nowotworów oraz o profilaktyce.
- Alivia Onkomapa – przewodnik po przyjaznych ośrodkach onkologicznych. Na portalu onkomapa.pl pacjenci oraz ich bliscy mają możliwość podzielenia się doświadczeniem oraz oceny ośrodka, w którym się leczą i lekarza.
- Alivia Onkoskaner – portal onkoskaner.pl, na którym pacjenci oraz ich bliscy mogą sprawdzić, jaki jest czas oczekiwania na badania diagnostyczne (PET CT, rezonans magnetyczny, tomografia komputerowa) w ramach NFZ w prywatnych i publicznych ośrodkach oraz podzielić się z innymi pacjentami informacją, ile czasu sami czekali[6].
- Alivia Onkosnajper – wyszukiwarka badań wskazanych w danym typie raka, poradnik z informacjami na temat medycyny personalizowanej oraz diagnostyki genetycznej.
- Alivia Oncoindex – portal, który pozwala sprawdzić terapie lekowe rekomendowane w Europie i ich dostępność dla polskich pacjentów.

## Działania rzecznicze
Onkofundacja Alivia od lat prowadzi szereg działań rzeczniczych, mających na celu poprawę sytuacji pacjentów onkologicznych w Polsce, zarówno w zakresie dostępności nowoczesnych terapii, jak i poprawy jakości systemu ochrony zdrowia. 
Przykładowe działania Fundacji:
- Zwracanie uwagi decydentów na problemy polskiej onkologii i skłanianie ich do wprowadzania zmian korzystnych dla pacjentów onkologicznych. Nagłaśnianie istotnych tematów, wywieranie nacisku na instytucje oraz reprezentowanie głosu pacjentów.
- Monitorowanie czasu oczekiwania w kolejkach na badania w ramach NFZ (tomografia komputerowa, rezonans magnetyczny, PET-CT, pierwsza wizyta u onkologa).
- Monitorowanie dostępności refundowanych terapii onkologicznych w Polsce oraz satysfakcji pacjentów.
- Publikacja raportów i sprawozdań dot. stanu polskiej onkologii.
- Aktywne uczestnictwo w debacie publicznej.
- Prowadzenie kampanii społecznych, tworzenie petycji, prowadzenie działalności edukacyjnej i popularyzatorskiej.

Najważniejsze sukcesy:
- Onkofundacja Alivia przyczyniła się do zniesienia limitów finansowania badań tomografii komputerowej i rezonansu magnetycznego, co znacząco skróciło czas oczekiwania na te badania.
- Fundacja opublikowała sprawozdanie z realizacji Narodowej Strategii Onkologicznej (NSO) za rok 2023, oraz wydała raport "Dostęp pacjentów onkologicznych do terapii lekowych na tle zmian systemowych w Polsce".
- W 2024 roku Onkofundacja Alivia wystosowała apel poparty przez ponad 30 organizacji, co zaowocowało m.in. wprowadzeniem szczepień przeciw HPV do szkół. Jednocześnie w wyniku m.in. działań Fundacji, wprowadzono decyzję o obligatoryjnym wprowadzeniu edukacji zdrowotnej w szkołach od 2025 roku. To znaczący krok w promowaniu profilaktyki zdrowotnej, co jest jednym z głównych postulatów Fundacji.

## Kampanie społeczne
- Porozmawiajmy o HPV – ogólnopolska kampania informacyjna zwiększająca świadomość o wirusie brodawczaka ludzkiego (HPV) oraz podkreślająca rolę szczepień w zapobieganiu rakowi szyjki macicy oraz niektórym nowotworom głowy i szyi[7].
- Jedna opcja to za mało – ogólnopolska kampania społeczna mająca na celu edukację i zachęcenie pacjentek oraz ich bliskich do aktywnego włączenia się w proces leczenia i zadawania pytań, czy zaproponowane leczenie jest rzeczywiście najlepsze spośród dostępnych opcji terapeutycznych[8].
- Buy My Cancer – dzieła sztuki stworzone z obrazów komórek nowotworowych, aby ratować życie pacjentów, którzy z tymi nowotworami walczą[9].
- OnkoUkraina – kampania społeczna skierowana do osób uciekających z objętej wojną Ukrainy wymagających leczenia onkologicznego w Polsce[10].
- Wojna z rakiem – kampania społeczna mająca na celu przełamanie stereotypu „chorego na raka” i zwrócenie uwagi na bohaterstwo, odwagę i niezłomność pacjentów, którzy zmagają się z chorobą nowotworową. Na potrzeby kampanii przygotowany został spot wideo stylizowany na grę komputerową, przedstawiający kobietę walczącą z bestią, symbolizującą raka. Podczas walki w pewnym momencie kobiecie kończy się amunicja. Na szczęście, dzięki zewnętrznemu wsparciu pojawia się nowy zapas, który pozwala kontynuować walkę[11].
- Chwile życia – ogólnopolska kampania społeczna zwracająca uwagę na wysokie koszty nierefundowanych leków, jakie muszą ponosić pacjenci onkologiczni. Ambasadorką kampanii została aktorka Katarzyna Warnke[12]. Kampania otrzymała wyróżnienie w konkursie Kampania Społeczna Roku 2015[13].
- Tu i teraz – kampania społeczno-edukacyjna prowadzona wspólnie z Ruchem Społecznym Amazonki oraz firmą Novartis mająca na celu naświetlenie problemów kobiet żyjących z zaawansowanym, nieuleczalnym rakiem piersi[14].
- Pieniądze mogą pokonać raka – ogólnopolska kampania społeczna zachęcająca do solidarności i wsparcia finansowego podopiecznych Programu Skarbonka. Za kampanię fundacja otrzymała Wyróżnienie w konkursie „Kampania Społeczna roku 2013” oraz srebrną nagrodę w konkursie efektywności komunikacji „EFFIE 2014”[14].